# Nationaal park Una
Nationaal park Una (Bosnisch: Nacionalni Park Una) is een nationaal park in de Federatie van Bosnië en Herzegovina in Bosnië-Herzegovina. Het park werd opgericht in 2008 en is 198 km² groot. Het landschap bestaat uit de valleien van de rivieren Una en de Unac met kloven, watervallen en stroomversnellingen. In het park leven lynxen, gemzen, bruine beren, wolven en vossen. Er komen ook 30 vissoorten en 130 vogelsoorten voor.